# Industria Cartaria Pieretti
Industria Cartaria Pieretti (icP) è un'azienda italiana produttrice di cartoncino per uso industriale composto interamente da carte da macero. Ha sede a Marlia all'interno del distretto cartario lucchese.

## Storia

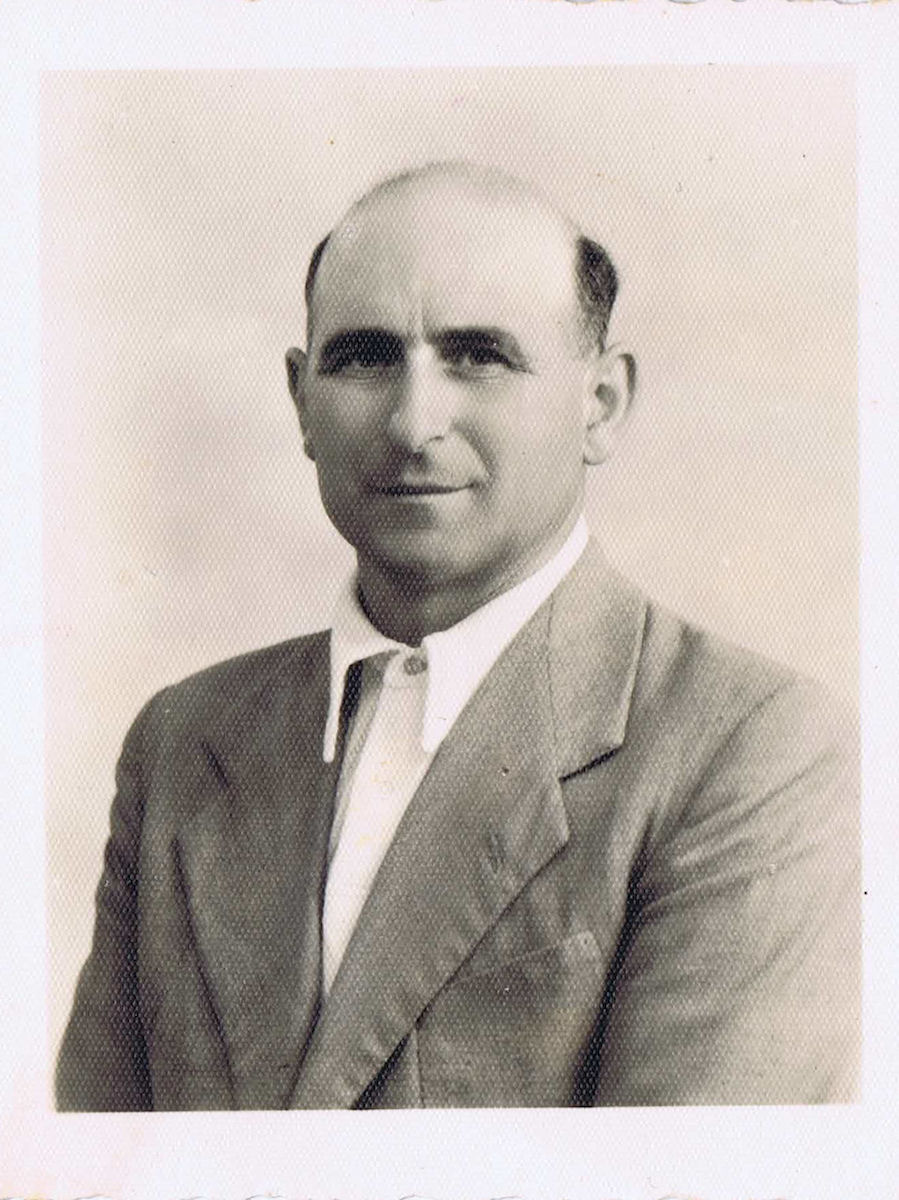
Il fondatore, Giuseppe Pieretti

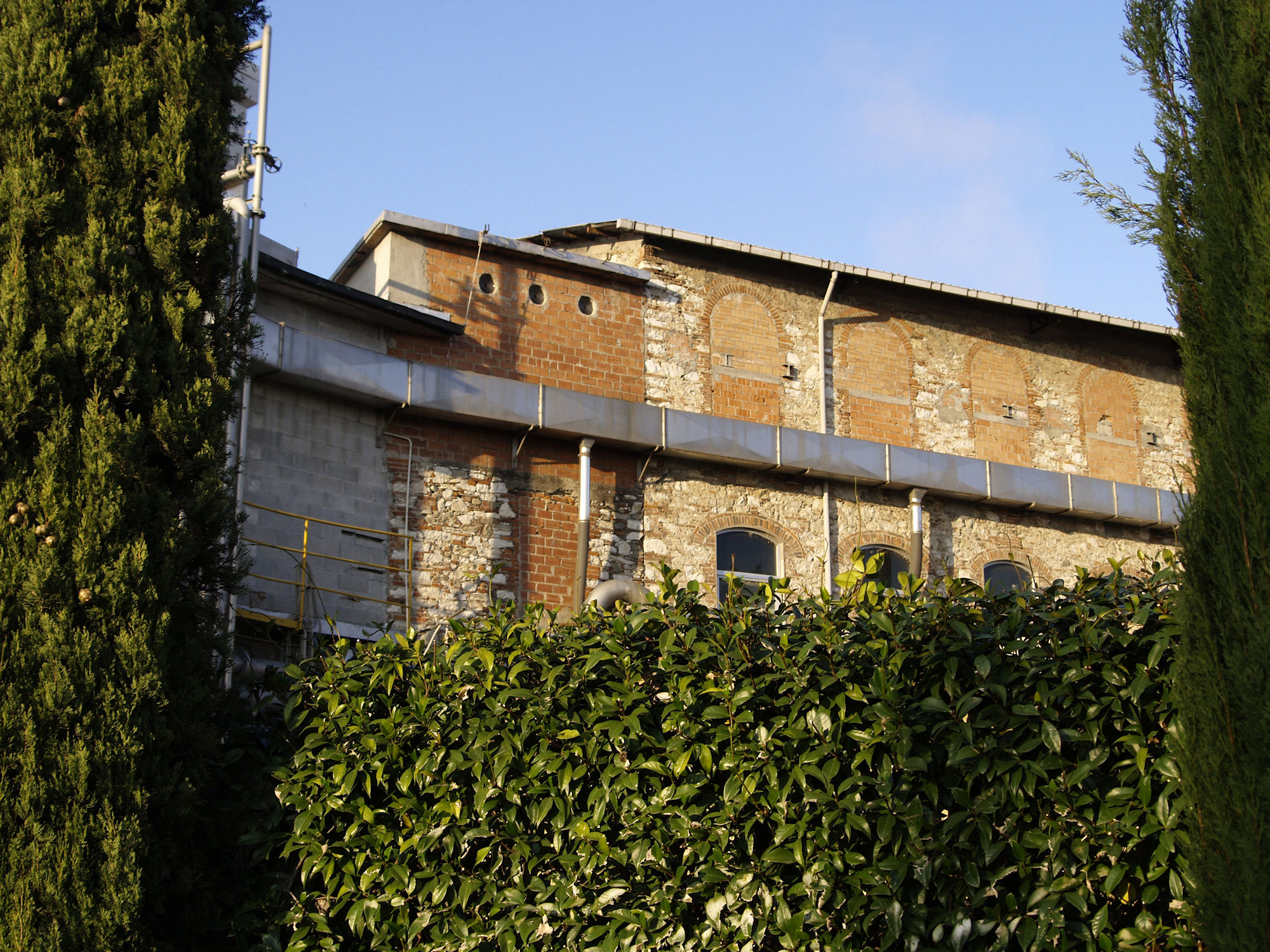
L'edificio originario della industria cartaria Pieretti

Nel 1924 Giuseppe Pieretti fonda a Marlia la F.lli Pieretti, che produce carta paglia in formato. Dal 1935 al 1938 le attività si allargano, fino a inglobare la gestione della cartiera Francesconi di Ghivizzano (LU) e della cartiera Margherita, a Cuneo, la prima attività della famiglia Pieretti al di fuori della Toscana. Nel 1941 la F.lli Pieretti affitta gli stabilimenti della allora "Cartiera Ceccarelli" a Marlia, diventati poi sede degli odierni stabilimenti icP. Nel 1960 alla guida dell'azienda subentrano i figli di Giuseppe: Adriano, Graziano e Luisiano.
Con la seconda generazione il core business della icP si sposta dalla carta paglia alla carta da pacchi, realizzata interamente con carta da macero. Gli anni '70 segnano l'inizio della produzione di cartone ondulato nello stabilimento di Marlia (1978). Due anni dopo l'attività viene concentrata sul cartoncino per uso industriale (sempre realizzato con carte macero) tagliato in strisce, perché possa essere utilizzato nella produzione di anime (tubi) per i rotoli di carta igienica (carta tissue).

## Prodotti

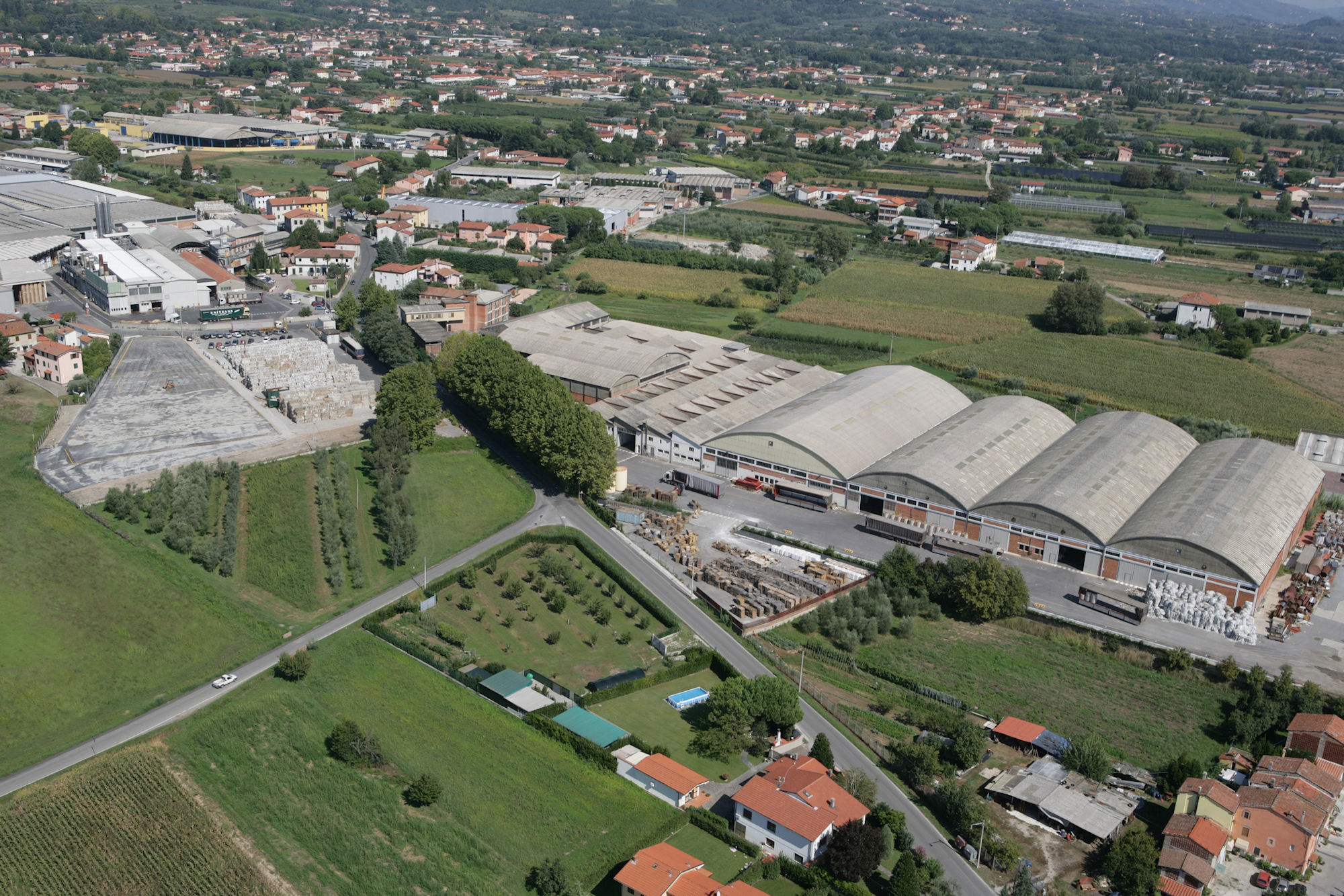
Gli stabilimenti dell'industria cartaria Pieretti

Vengono prodotte circa 120.000 tonnellate annue di cartoncino, con un fatturato complessivo di più di 35 milioni di euro. Il 60 % della produzione icP viene venduto in Italia, il restante viene esportato nel mondo.
ICP produce 4 tipi di cartoncino: il 50 % della produzione è destinato al settore tissue per anime, il 30 % al cartone ondulato, il 20 % ai tubi industriali. La grammatura varia da 140 a 450 g/m².

## Organigramma
- Giuseppe Cima, Presidente CdA
- Tiziano Pieretti, Consigliere del CdA, Vicepresidente Assindustria Lucca (delega all'energia), membro del Consiglio Direttivo Nazionale di Assocarta